# Michel Bühler

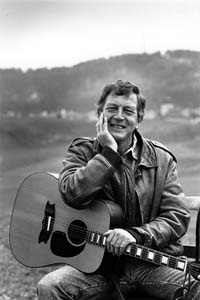
Michel Bühler Anfang der 1990er Jahre

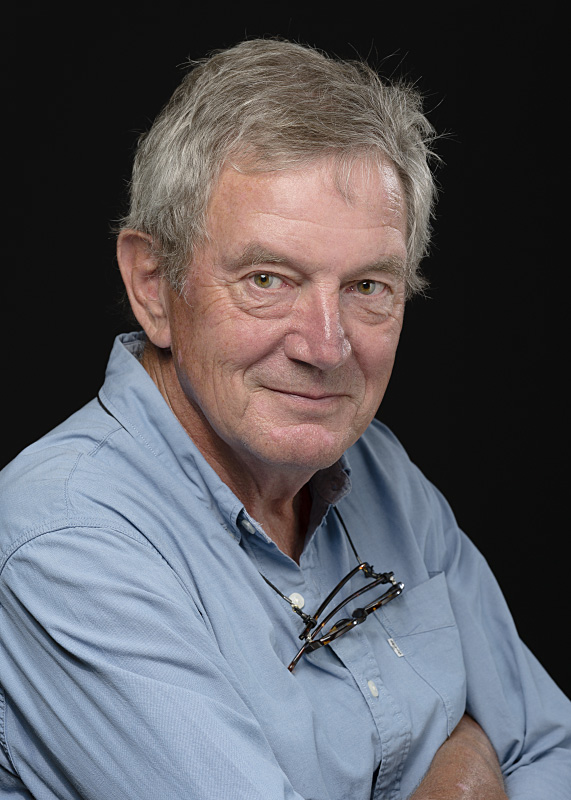
Michel Bühler (2015)

Michel Bühler (* 30. April 1945 in Bern; † 7. November 2022 in Lausanne) war ein Schweizer Chansonnier und Schriftsteller.

## Leben
Michel Bühler ist zusammen mit seinem älteren Bruder erst in Biel/Bienne, dann in Sainte-Croix im Waadtländer Jura aufgewachsen. Er besuchte bis 1965 das Lehrerseminar in Lausanne.
1969 begegnete er dem kanadischen Chansonnier Gilles Vigneault, worauf er den Lehrerberuf aufgab und sodann als freier Liedermacher und Schriftsteller tätig war. Ab 1970 lebte er eine Zeitlang in Paris. Er unternahm zahlreiche Reisen und trat im gesamten französischen Sprachraum auf. Er hat mehr als 250 Lieder komponiert sowie über zwanzig Romane, Essays und Theaterstücke verfasst.
Er lebte seit längerem wieder in L’Auberson in der Gemeinde Sainte-Croix. Dort engagierte er sich gegen einen geplanten Windpark.
Michel Bühler starb im November 2022 im Universitätsspital Lausanne im Alter von 77 Jahren an einem Herzproblem.

## Auszeichnungen
- 1988: Prix Lipp Suisse
- 2013: Prix Jacques Douai

## Werke

### Diskografie
- 1969: Helvétiquement vôtre
- 1971: Michel Bühler
- 1973: Vivre nus
- 1976: Immigré
- 1977: Ici
- 1978: Simple histoire
- 1980: La belle folie
- 1981: Tendre Bühler – chansons de 1971 à 1980
- 1986: Rasez les Alpes… qu’on voie la mer
- 1987: Il aimait les rires
- 1988: Le retour du major Davel
- 1993: L’autre chemin
- 1995: En public
- 1995: La Fête à Bühler – Spectacle-hommage
- 1996: Cuvée 90
- 1997: Rue de la Roquette – Chansons de 1969 à 1980
- 1997: Comme un goût de solitude – Chansons de 1986 à 1997
- 1997: Jusqu’à quand?
- 2000: Voisins…
- 2004: Chansons têtues
- 2008: Passant
- 2008: Les Trois Cloches – Chansons von Jean Villard, gemeinsam mit Sarclo und Gaspard Glaus
- 2009: Voyageur
- 2012: Et voilà!
- 2016: La vague
- 2021: Rouge

### Romane
- Avril 1990, 1973
- La Parole volée, 1987
  - Das gestohlene Wort. Der lange Winter in Sainte-Croix, übersetzt von Barbara Traber. Limmat, Zürich 1989, ISBN 3-85791-148-4.
- Cabarete, 1992
- Un Notable, 1995
- Retour à Cormont, 2018

### Theaterstücke
- 1989: La Véritable Histoire de Guillaume Tell
- 1990: L’Affaire Elvira Sanchez
- 1994: L’Ombre du Zèbre
- 1997: Charmants Voisins (Filmdrehbuch)
- 2006: Le Temps du Plus
- 2011: La chanson est une clé à molette